# Дарґов (село)
Дарґов (словац. Dargov, угор. Dargó) — село в Словаччині в Требішовському окрузі Кошицького краю. Село розташоване на висоті 252 м над рівнем моря. Населення — 591 чол. Вперше згадується в 1458 році.

## Населення
| Рік:            | 1994. | 2004.   | 2014.    | 2024.   |
| --------------- | ----- | ------- | -------- | ------- |
| Кількість осіб: | 539   | 541     | 608      | 636     |
| Різниця:        |       | +0,37 % | +12,38 % | +4,60 % |

| Рік:            | 2023. | 2024.   |
| --------------- | ----- | ------- |
| Кількість осіб: | 619   | 636     |
| Різниця:        |       | +2,74 % |